# 24 Ore di Le Mans 2007

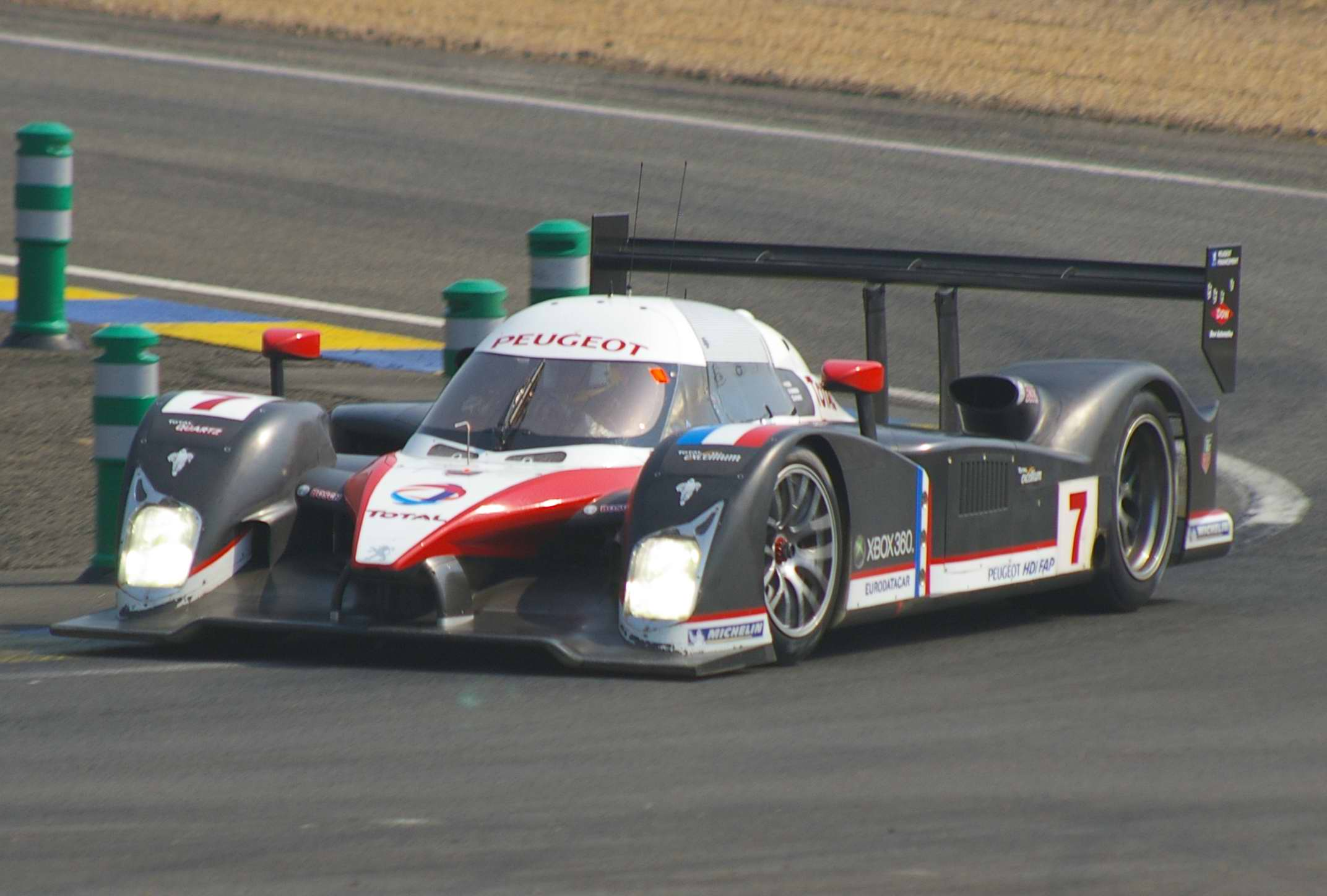
La Peugeot 908

La 24 Ore di Le Mans 2007 è stata la 75ª maratona automobilistica svoltasi sul Circuit de la Sarthe di Le Mans, in Francia, il 16 e il 17 giugno 2007. Hanno gareggiato assieme 4 classi di automobili da competizione, ognuna delle quali ha avuto il suo vincitore. Le vetture più veloci, appartenenti alle classi LMP1 e LMP2, erano Sport Prototipi di categoria Le Mans Prototype appositamente progettati e costruiti per le gare, mentre le più lente classi GT1 e GT2 comprendevano vetture derivate da automobili GT stradali.

## Contesto
Questa edizione richiama l'attenzione di molti appassionati in quanto, dopo diversi anni di dominio Audi, c'è un nuovo colosso dell'industria automobilistica che lancia la sua sfida per la vittoria: è la Peugeot con le sue due 908 HDI LMP1. Come la rivale tedesca anche la casa francese schiera dei prototipi con motore Diesel, ma con carrozzeria coupé.

## Qualifiche
Sin dalle prove, si assiste ad un testa a testa per ottenere la pole position, tanto che i tempi si abbassano notevolmente. Alla fine la spunta la Peugeot numero 8 guidata da Stéphane Sarrazin che stacca un ottimo 3'26"344, seguita a ruota dall'Audi R10; gli altri prototipi, che non appartengono a queste due squadre ufficiali, vengono staccati di oltre 7 secondi.

## Gara
L'edizione 2007 parte alle ore 15 invece che alle ore 16 come previsto a causa delle elezioni amministrative, circa 250.000 spettatori sono assiepati lungo il Circuit de la Sarthe. Subito dopo la partenza alla chicane Dunlop Sébastien Bourdais su Peugeot 908 sbaglia la frenata e Rinaldo Capello su Audi R10 lo sorpassa prendendo la testa della corsa. Le prime battute di gara vedono Audi e Peugeot imporre un ritmo indiavolato e sparire all'orizzonte, ma la situazione meteorologica molto variabile contribuisce ripetutamente a rimescolare i valori in campo, comincia a piovere e la safety car entra in pista e ricompatta il gruppo. La pista divenuta scivolosa è piena di insidie: l'Audi R10 numero 3 guidata dal giovane Rockenfeller esce di pista a Tertre Rouge sbattendo violentemente contro il guard-rail, costringendo il pilota ad abbandonare.

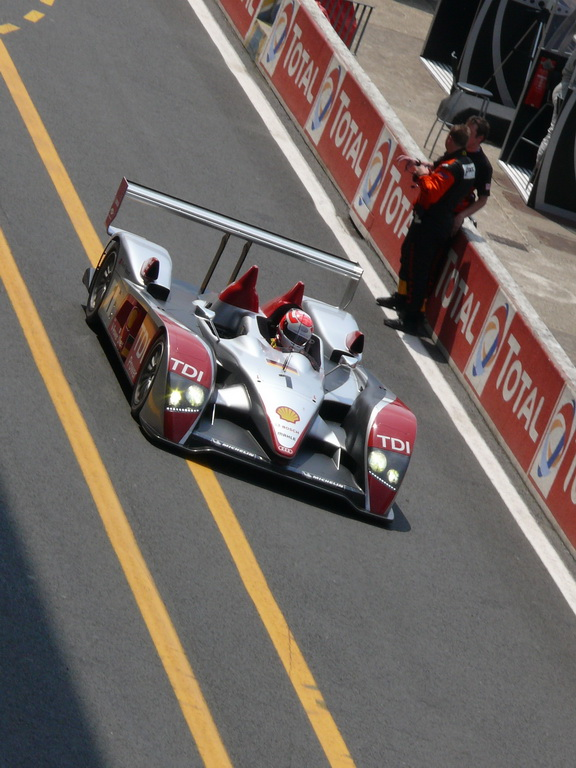
L'Audi R10 vincitrice della corsa

All'imbrunire la pioggia intermittente smette di cadere, rientra la safety car e le vetture possono scatenarsi, i divari si allungano, le due Audi sono in testa seguite a poca distanza dalle Peugeot, mentre le Pescarolo girano regolari rimanendo sempre vicine pronte ad approfittare di ogni errore in testa alla corsa. È l'alba a Le Mans quando avviene il secondo colpo di scena, Rinaldo Capello mentre comanda la corsa con un buon margine grazie ad un ritmo inavvicinabile per gli avversari, sta affrontando la curva Indianapolis, una esse in cui si passa da 320 km/h a 150 km/h, improvvisamente si stacca la ruota posteriore della Audi R10, la vettura compie un tremendo testacoda e va a sbattere contro le barriere, risultato auto distrutta; le immagini televisive dimostreranno poi che un meccanico nella fase concitata del precedente pit-stop aveva avvitato in malomodo la ruota.
Al box Audi si respira la tensione, mai in passato le vetture del team erano uscite di scena per incidenti, probabilmente si avverte di più il fiato sul collo da parte della Peugeot. L'ultima Audi rimasta in corsa deve ora guardarsi dalle due Peugeot 908 e da altrettante Pescarolo, perciò viene impostata una strategia conservativa.
Le Peugeot 908, velocissime in prova, soffrono in gara di problemi di gioventù legati soprattutto al raffreddamento del motore, la raffinata aerodinamica del prototipo garantisce un elevato carico deportante infatti le velocità più alte in curva le segna la 908, ma il rovescio della medaglia è che vengono aspirati detriti di gomme o fogliame che vanno ad occludere i radiatori, perciò sono costrette a fermarsi e ripulire spesso i condotti interni.
Il ritiro più amaro avviene a meno di un'ora dalla fine, la Peugeot 908 dell'equipaggio Nicolas Minassian, Jacques Villeneuve e Marc Gené, guidata da quest'ultimo, rientra ai box con seri inconvenienti al motore e non prosegue. Ma anche l'altra 908 lamenta problemi, si ferma ai box per diversi minuti ma alla fine riparte, evitando quindi che la Pescarolo la sorpassasse nel finale. Siamo negli ultimi 10 minuti di gara e Sebastien Bourdais che è alla guida compie un giro di pista a ritmo blando e poi parcheggia la vettura all'ultima chicane Ford, aspetta il passaggio dell'Audi R10 leader della corsa e riparte percorrendo gli ultimi 100 metri evitando così di dover compiere un ulteriore giro di pista pericoloso per l'affidabilità. In un finale sotto pioggia battente sono Marco Werner, Emanuele Pirro e Frank Biela a vincere la corsa su Audi R10; secondo posto per Stéphane Sarrazin, Pedro Lamy, Sébastien Bourdais su Peugeot 908; completano il podio al terzo posto Emmanuel Collard, Jean-Christophe Boullion e Romain Dumas alla guida della Pescarolo-Judd.

## Classifiche

### Classifiche intermedie
| Pos. | Dopo la 1ª ora | Dopo la 1ª ora                                   | Dopo 6 ore | Dopo 6 ore                                        | Dopo 12 ore | Dopo 12 ore                                      | Dopo 18 ore | Dopo 18 ore                                      |
| Pos. | n°             | Vettura / Piloti                                 | n°         | Vettura / Piloti                                  | n°          | Vettura / Piloti                                 | n°          | Vettura / Piloti                                 |
| ---- | -------------- | ------------------------------------------------ | ---------- | ------------------------------------------------- | ----------- | ------------------------------------------------ | ----------- | ------------------------------------------------ |
| 1    | 2              | Audi R10 (LMP1) Kristensen / McNish / Capello    | 2          | Audi R10 (LMP1) Kristensen / McNish / Capello     | 2           | Audi R10 (LMP1) Kristensen / McNish / Capello    | 1           | Audi R10 (LMP1) Biela / Pirro / Werner           |
| 2    | 8              | Peugeot 908 (LMP1) Lamy / Sarrazin / Bourdais    | 1          | Audi R10 (LMP1) Biela / Pirro / Werner            | 1           | Audi R10 (LMP1) Biela / Pirro / Werner           | 7           | Peugeot 908 (LMP1) Gené / Minassian / Villeneuve |
| 3    | 7              | Peugeot 908 (LMP1) Gené / Minassian / Villeneuve | 7          | Peugeot 908 (LMP1) Gené / Minassian / Villeneuve  | 7           | Peugeot 908 (LMP1) Gené / Minassian / Villeneuve | 8           | Peugeot 908 (LMP1) Lamy / Sarrazin / Bourdais    |
| 4    | 1              | Audi R10 (LMP1) Biela / Pirro / Werner           | 16         | Pescarolo Judd (LMP1) Collard / Bouillon / Dumas  | 16          | Pescarolo Judd (LMP1) Collard / Bouillon / Dumas | 16          | Pescarolo Judd (LMP1) Collard / Bouillon / Dumas |
| 5    | 3              | Audi R10 (LMP1) Luhr / Rockenfeller / Prémat     | 17         | Pescarolo Judd (LMP1) Primat / Tinseau / Tréluyer | 8           | Peugeot 908 (LMP1) Lamy / Sarrazin / Bourdais    | 18          | Pescarolo 01 (LMP1) Barbosa / Hall / Short       |

### Classifica finale
I vincitori di Classe sono marcati in grassetto.
| Pos    | Classe | N°  | Squadra                                  | Piloti                                                 | Telaio                              | Pneum. | Giri |
| Pos    | Classe | N°  | Squadra                                  | Piloti                                                 | Motore                              | Pneum. | Giri |
| ------ | ------ | --- | ---------------------------------------- | ------------------------------------------------------ | ----------------------------------- | ------ | ---- |
| 1      | LMP1   | 1   | Audi Sport North America                 | Marco Werner Emanuele Pirro Frank Biela                | Audi R10 TDI                        | M      | 369  |
| 1      | LMP1   | 1   | Audi Sport North America                 | Marco Werner Emanuele Pirro Frank Biela                | Audi TDI 5.5L Turbo V12 (Diesel)    | M      | 369  |
| 2      | LMP1   | 8   | Team Peugeot Total                       | Stéphane Sarrazin Pedro Lamy Sébastien Bourdais        | Peugeot 908                         | M      | 359  |
| 2      | LMP1   | 8   | Team Peugeot Total                       | Stéphane Sarrazin Pedro Lamy Sébastien Bourdais        | Peugeot HDi 5.5L Turbo V12 (Diesel) | M      | 359  |
| 3      | LMP1   | 16  | Pescarolo Sport                          | Emmanuel Collard Jean-Christophe Boullion Romain Dumas | Pescarolo 01                        | M      | 358  |
| 3      | LMP1   | 16  | Pescarolo Sport                          | Emmanuel Collard Jean-Christophe Boullion Romain Dumas | Judd GV5.5 S2 5.5L V10              | M      | 358  |
| 4      | LMP1   | 18  | Rollcentre Racing                        | Stuart Hall João Barbosa Martin Short                  | Pescarolo 01                        | D      | 347  |
| 4      | LMP1   | 18  | Rollcentre Racing                        | Stuart Hall João Barbosa Martin Short                  | Judd GV5.5 S2 5.5L V10              | D      | 347  |
| 5      | GT1    | 009 | Aston Martin Racing                      | David Brabham Darren Turner Rickard Rydell             | Aston Martin DBR9                   | M      | 343  |
| 5      | GT1    | 009 | Aston Martin Racing                      | David Brabham Darren Turner Rickard Rydell             | Aston Martin 6.0L V12               | M      | 343  |
| 6      | GT1    | 63  | Corvette Racing                          | Johnny O'Connell Jan Magnussen Ron Fellows             | Chevrolet Corvette C6.R             | M      | 342  |
| 6      | GT1    | 63  | Corvette Racing                          | Johnny O'Connell Jan Magnussen Ron Fellows             | Chevrolet LS7-R 7.0L V8             | M      | 342  |
| 7      | GT1    | 008 | Aston Martin Racing Larbre               | Christophe Bouchut Fabrizio Gollin Casper Elgaard      | Aston Martin DBR9                   | M      | 341  |
| 7      | GT1    | 008 | Aston Martin Racing Larbre               | Christophe Bouchut Fabrizio Gollin Casper Elgaard      | Aston Martin 6.0L V12               | M      | 341  |
| 8      | LMP1   | 15  | Charouz Racing System                    | Jan Charouz Stefan Mücke Alex Yoong                    | Lola B07/17                         | M      | 338  |
| 8      | LMP1   | 15  | Charouz Racing System                    | Jan Charouz Stefan Mücke Alex Yoong                    | Judd GV5.5 S2 5.5L V10              | M      | 338  |
| 9      | GT1    | 007 | Aston Martin Racing                      | Johnny Herbert Peter Kox Tomáš Enge                    | Aston Martin DBR9                   | M      | 337  |
| 9      | GT1    | 007 | Aston Martin Racing                      | Johnny Herbert Peter Kox Tomáš Enge                    | Aston Martin 6.0L V12               | M      | 337  |
| 10     | GT1    | 54  | Team Oreca                               | Laurent Groppi Nicolas Prost Jean-Philippe Belloc      | Saleen S7-R                         | M      | 337  |
| 10     | GT1    | 54  | Team Oreca                               | Laurent Groppi Nicolas Prost Jean-Philippe Belloc      | Ford 7.0L V8                        | M      | 337  |
| 11     | GT1    | 100 | Aston Martin Racing BMS                  | Fabio Babini Jamie Davies Matteo Malucelli             | Aston Martin DBR9                   | P      | 336  |
| 11     | GT1    | 100 | Aston Martin Racing BMS                  | Fabio Babini Jamie Davies Matteo Malucelli             | Aston Martin 6.0L V12               | P      | 336  |
| 12     | GT1    | 72  | Luc Alphand Aventures                    | Luc Alphand Jérôme Policand Patrice Goueslard          | Chevrolet Corvette C6.R             | M      | 327  |
| 12     | GT1    | 72  | Luc Alphand Aventures                    | Luc Alphand Jérôme Policand Patrice Goueslard          | Chevrolet LS7-R 7.0L V8             | M      | 327  |
| 13     | LMP1   | 17  | Pescarolo Sport                          | Harold Primat Christophe Tinseau Benoît Treluyer       | Pescarolo 01                        | M      | 325  |
| 13     | LMP1   | 17  | Pescarolo Sport                          | Harold Primat Christophe Tinseau Benoît Treluyer       | Judd GV5.5 S2 5.5L V10              | M      | 325  |
| 14     | GT1    | 67  | Convers MenX Racing                      | Alexei Vasiliev Tomáš Kostka Robert Pergl              | Ferrari 550-GTS Maranello           | P      | 322  |
| 14     | GT1    | 67  | Convers MenX Racing                      | Alexei Vasiliev Tomáš Kostka Robert Pergl              | Ferrari F133 5.9L V12               | P      | 322  |
| 15     | GT2    | 76  | IMSA Performance Matmut                  | Raymond Narac Richard Lietz Patrick Long               | Porsche 997 GT3-RSR                 | M      | 320  |
| 15     | GT2    | 76  | IMSA Performance Matmut                  | Raymond Narac Richard Lietz Patrick Long               | Porsche 3.8L Flat-6                 | M      | 320  |
| 16     | GT1    | 55  | Team Oreca                               | Stéphane Ortelli Soheil Ayari Nicolas Lapierre         | Saleen S7-R                         | M      | 318  |
| 16     | GT1    | 55  | Team Oreca                               | Stéphane Ortelli Soheil Ayari Nicolas Lapierre         | Ford 7.0L V8                        | M      | 318  |
| 17     | GT1    | 59  | Team Modena                              | Antonio García Jos Menten Christian Fittipaldi         | Aston Martin DBR9                   | M      | 318  |
| 17     | GT1    | 59  | Team Modena                              | Antonio García Jos Menten Christian Fittipaldi         | Aston Martin 6.0L V12               | M      | 318  |
| 18     | LMP2   | 31  | Binnie Motorsports                       | William Binnie Allen Timpany Chris Buncombe            | Lola B05/42                         | Kumho  | 318  |
| 18     | LMP2   | 31  | Binnie Motorsports                       | William Binnie Allen Timpany Chris Buncombe            | Zytek ZG348 3.4L V8                 | Kumho  | 318  |
| 19     | GT2    | 99  | Risi Competizione Krohn Racing           | Tracy Krohn Niclas Jönsson Colin Braun                 | Ferrari F430 GT2                    | M      | 314  |
| 19     | GT2    | 99  | Risi Competizione Krohn Racing           | Tracy Krohn Niclas Jönsson Colin Braun                 | Ferrari F136 4.0L V8                | M      | 314  |
| 20     | LMP1   | 19  | Chamberlain-Synergy Motorsport           | Gareth Evans Bob Berridge Peter Owen                   | Lola B06/10                         | M      | 310  |
| 20     | LMP1   | 19  | Chamberlain-Synergy Motorsport           | Gareth Evans Bob Berridge Peter Owen                   | AER P32T 4.0L Turbo V8              | M      | 310  |
| 21     | GT2    | 93  | Autorlando Sport Farnbacher Racing       | Pierre Ehret Lars-Erik Nielsen Allan Simonsen          | Porsche 997 GT3-RSR                 | P      | 309  |
| 21     | GT2    | 93  | Autorlando Sport Farnbacher Racing       | Pierre Ehret Lars-Erik Nielsen Allan Simonsen          | Porsche 3.8L Flat-6                 | P      | 309  |
| 22     | GT2    | 78  | AF Corse Aucott Racing                   | Joe Macari Ben Aucott Adrian Newey                     | Ferrari F430 GT2                    | M      | 308  |
| 22     | GT2    | 78  | AF Corse Aucott Racing                   | Joe Macari Ben Aucott Adrian Newey                     | Ferrari F136 4.0L V8                | M      | 308  |
| 23     | GT2    | 82  | Team LNT                                 | Lawrence Tomlinson Richard Dean Rob Bell               | Panoz Esperante GT-LM               | P      | 308  |
| 23     | GT2    | 82  | Team LNT                                 | Lawrence Tomlinson Richard Dean Rob Bell               | Ford (Élan) 5.0L V8                 | P      | 308  |
| 24     | GT1    | 73  | Luc Alphand Aventures                    | Jean-Luc Blanchemain Didier André Vincent Vosse        | Chevrolet Corvette C5-R             | M      | 306  |
| 24     | GT1    | 73  | Luc Alphand Aventures                    | Jean-Luc Blanchemain Didier André Vincent Vosse        | Chevrolet LS7-R 7.0L V8             | M      | 306  |
| 25     | LMP1   | 14  | Racing for Holland b.v.                  | Jan Lammers Jeroen Bleekemolen David Hart              | Dome S101.5                         | M      | 305  |
| 25     | LMP1   | 14  | Racing for Holland b.v.                  | Jan Lammers Jeroen Bleekemolen David Hart              | Judd GV5.5 S2 5.5L V10              | M      | 305  |
| 26     | LMP1   | 12  | Courage Compétition                      | Alexander Frei Jonathan Cochet Bruno Besson            | Courage LC70                        | M      | 304  |
| 26     | LMP1   | 12  | Courage Compétition                      | Alexander Frei Jonathan Cochet Bruno Besson            | AER P32T 3.6L Turbo V8              | M      | 304  |
| 27     | LMP2   | 33  | Barazi-Epsilon Zytek Engineering         | Adrian Fernández Haruki Kurosawa Robbie Kerr           | Zytek 07S/2                         | M      | 301  |
| 27     | LMP2   | 33  | Barazi-Epsilon Zytek Engineering         | Adrian Fernández Haruki Kurosawa Robbie Kerr           | Zytek ZG348 3.4L V8                 | M      | 301  |
| 28     | GT1    | 70  | PSI Experience                           | Claude-Yves Gosselin David Hallyday Philipp Peter      | Chevrolet Corvette C6.R             | P      | 289  |
| 28     | GT1    | 70  | PSI Experience                           | Claude-Yves Gosselin David Hallyday Philipp Peter      | Chevrolet LS7-R 7.0L V8             | P      | 289  |
| 29     | GT1    | 006 | Aston Martin Racing Larbre               | Patrick Bornhauser Roland Bervillé Gregor Fisken       | Aston Martin DBR9                   | M      | 272  |
| 29     | GT1    | 006 | Aston Martin Racing Larbre               | Patrick Bornhauser Roland Bervillé Gregor Fisken       | Aston Martin 6.0L V12               | M      | 272  |
| 30 DNF | LMP1   | 7   | Team Peugeot Total                       | Nicolas Minassian Jacques Villeneuve Marc Gené         | Peugeot 908                         | M      | 338  |
| 30 DNF | LMP1   | 7   | Team Peugeot Total                       | Nicolas Minassian Jacques Villeneuve Marc Gené         | Peugeot HDi 5.5L Turbo V12 (Diesel) | M      | 338  |
| 31 DNF | LMP1   | 2   | Audi Sport North America                 | Tom Kristensen Allan McNish Rinaldo Capello            | Audi R10 TDI                        | M      | 262  |
| 31 DNF | LMP1   | 2   | Audi Sport North America                 | Tom Kristensen Allan McNish Rinaldo Capello            | Audi TDI 5.5L Turbo V12 (Diesel)    | M      | 262  |
| 32 DNF | LMP2   | 32  | Barazi-Epsilon                           | Juan Barazi Michael Vergers Karim Ojjeh                | Zytek 07S/2                         | M      | 252  |
| 32 DNF | LMP2   | 32  | Barazi-Epsilon                           | Juan Barazi Michael Vergers Karim Ojjeh                | Zytek ZG348 3.4L V8                 | M      | 252  |
| 33 DNF | GT2    | 83  | G.P.C. Sport                             | Matthew Marsh Carl Rosenblad Jesús Diez Villarroel     | Ferrari F430 GT2                    | P      | 252  |
| 33 DNF | GT2    | 83  | G.P.C. Sport                             | Matthew Marsh Carl Rosenblad Jesús Diez Villarroel     | Ferrari F136 4.0L V8                | P      | 252  |
| 34 DNF | LMP2   | 25  | Ray Mallock Ltd. (RML)                   | Mike Newton Andy Wallace Thomas Erdos                  | MG-Lola EX264                       | M      | 251  |
| 34 DNF | LMP2   | 25  | Ray Mallock Ltd. (RML)                   | Mike Newton Andy Wallace Thomas Erdos                  | AER P07 2.0L Turbo I4               | M      | 251  |
| 35 DNF | GT2    | 87  | Scuderia Ecosse                          | Chris Niarchos Tim Mullen Andrew Kirkaldy              | Ferrari F430 GT2                    | P      | 241  |
| 35 DNF | GT2    | 87  | Scuderia Ecosse                          | Chris Niarchos Tim Mullen Andrew Kirkaldy              | Ferrari F136 4.0L V8                | P      | 241  |
| 36 DNF | LMP2   | 35  | Saulnier Racing                          | Jacques Nicolet Alain Filhol Bruce Jouanny             | Courage LC75                        | M      | 224  |
| 36 DNF | LMP2   | 35  | Saulnier Racing                          | Jacques Nicolet Alain Filhol Bruce Jouanny             | AER P07 2.0L Turbo I4               | M      | 224  |
| 37 DNF | GT2    | 97  | Risi Competizione                        | Mika Salo Johnny Mowlem Jaime Melo                     | Ferrari F430 GT2                    | M      | 223  |
| 37 DNF | GT2    | 97  | Risi Competizione                        | Mika Salo Johnny Mowlem Jaime Melo                     | Ferrari F136 4.0L V8                | M      | 223  |
| 38 DNF | LMP2   | 24  | Noël del Bello Racing                    | Vitalij Petrov Romain Ianetta Liz Halliday             | Courage LC75                        | M      | 198  |
| 38 DNF | LMP2   | 24  | Noël del Bello Racing                    | Vitalij Petrov Romain Ianetta Liz Halliday             | AER P07 2.0L Turbo I4               | M      | 198  |
| 39 DNF | LMP1   | 13  | Courage Compétition                      | Jean-Marc Gounon Guillaume Moreau Stefan Johansson     | Courage LC70                        | M      | 175  |
| 39 DNF | LMP1   | 13  | Courage Compétition                      | Jean-Marc Gounon Guillaume Moreau Stefan Johansson     | AER P32T 3.6L Turbo V8              | M      | 175  |
| 40 DNF | GT2    | 85  | Spyker Squadron b.v.                     | Andrea Belicchi Andrea Chiesa Alex Caffi               | Spyker C8 Spyder GT2-R              | M      | 145  |
| 40 DNF | GT2    | 85  | Spyker Squadron b.v.                     | Andrea Belicchi Andrea Chiesa Alex Caffi               | Audi 3.8L V8                        | M      | 145  |
| 41 DNF | LMP2   | 40  | Quifel ASM Team Racing for Portugal      | Miguel Amaral Warren Hughes Miguel Angel de Castro     | Lola B05/40                         | D      | 137  |
| 41 DNF | LMP2   | 40  | Quifel ASM Team Racing for Portugal      | Miguel Amaral Warren Hughes Miguel Angel de Castro     | AER P07 2.0L Turbo I4               | D      | 137  |
| 42 DNF | LMP2   | 20  | Pierre Bruneau                           | Marc Rostan Chris MacAllister Gavin Pickering          | Pilbeam MP93                        | M      | 126  |
| 42 DNF | LMP2   | 20  | Pierre Bruneau                           | Marc Rostan Chris MacAllister Gavin Pickering          | Judd XV675 3.4L V8                  | M      | 126  |
| 43 DNF | GT2    | 80  | Flying Lizard Motorsports                | Johannes Van Overbeek Seth Neiman Jörg Bergmeister     | Porsche 997 GT3-RSR                 | M      | 124  |
| 43 DNF | GT2    | 80  | Flying Lizard Motorsports                | Johannes Van Overbeek Seth Neiman Jörg Bergmeister     | Porsche 3.8L Flat-6                 | M      | 124  |
| 44 DNF | LMP2   | 44  | Kruse Motorsport                         | Tony Burgess Jean De Pourtales Norbert Siedler         | Pescarolo 01                        | Kumho  | 98   |
| 44 DNF | LMP2   | 44  | Kruse Motorsport                         | Tony Burgess Jean De Pourtales Norbert Siedler         | Judd XV675 3.4L V8                  | Kumho  | 98   |
| 45 DNF | GT2    | 86  | Spyker Squadron b.v.                     | Jaroslav Janiš Mike Hezemans Jonny Kane                | Spyker C8 Spyder GT2-R              | M      | 70   |
| 45 DNF | GT2    | 86  | Spyker Squadron b.v.                     | Jaroslav Janiš Mike Hezemans Jonny Kane                | Audi 3.8L V8                        | M      | 70   |
| 46 DNF | GT2    | 71  | Seikel Motorsport Team Felbermayr-Proton | Horst Felbermayr Horst Felbermayr Jr. Philip Collin    | Porsche 997 GT3-RSR                 | Y      | 68   |
| 46 DNF | GT2    | 71  | Seikel Motorsport Team Felbermayr-Proton | Horst Felbermayr Horst Felbermayr Jr. Philip Collin    | Porsche 3.8L Flat-6                 | Y      | 68   |
| 47 DNF | LMP1   | 5   | Swiss Spirit                             | Marcel Fässler Jean-Denis Délétraz Iradj Alexander     | Lola B07/18                         | M      | 62   |
| 47 DNF | LMP1   | 5   | Swiss Spirit                             | Marcel Fässler Jean-Denis Délétraz Iradj Alexander     | Audi 3.6L Turbo V8                  | M      | 62   |
| 48 DNF | GT2    | 81  | Team LNT                                 | Tom Kimber-Smith Danny Watts Tom Milner Jr.            | Panoz Esperante GT-LM               | P      | 60   |
| 48 DNF | GT2    | 81  | Team LNT                                 | Tom Kimber-Smith Danny Watts Tom Milner Jr.            | Ford (Élan) 5.0L V8                 | P      | 60   |
| 49 DNF | LMP2   | 29  | T2M Motorsport                           | Robin Longechal Yutaka Yamagishi Yojiro Terada         | Dome S101.5                         | M      | 56   |
| 49 DNF | LMP2   | 29  | T2M Motorsport                           | Robin Longechal Yutaka Yamagishi Yojiro Terada         | Mader 3.4L V8                       | M      | 56   |
| 50 DNF | LMP1   | 9   | Creation Autosportif Ltd.                | Jamie Campbell-Walter Shinji Nakano Felipe Ortiz       | Creation CA07                       | D      | 55   |
| 50 DNF | LMP1   | 9   | Creation Autosportif Ltd.                | Jamie Campbell-Walter Shinji Nakano Felipe Ortiz       | Judd GV5.5 S2 5.5L V10              | D      | 55   |
| 51 DNF | LMP1   | 3   | Audi Sport Team Joest                    | Lucas Luhr Mike Rockenfeller Alexandre Prémat          | Audi R10 TDI                        | M      | 23   |
| 51 DNF | LMP1   | 3   | Audi Sport Team Joest                    | Lucas Luhr Mike Rockenfeller Alexandre Prémat          | Audi TDI 5.5L Turbo V12 (Diesel)    | M      | 23   |
| 52 DNF | GT1    | 64  | Corvette Racing                          | Oliver Gavin Olivier Beretta Max Papis                 | Chevrolet Corvette C6.R             | M      | 22   |
| 52 DNF | GT1    | 64  | Corvette Racing                          | Oliver Gavin Olivier Beretta Max Papis                 | Chevrolet LS7-R 7.0L V8             | M      | 22   |
| 53 DNF | LMP2   | 21  | Team Bruichladdich Radical               | Tim Greaves Stuart Moseley Robin Liddell               | Radical SR9                         | D      | 16   |
| 53 DNF | LMP2   | 21  | Team Bruichladdich Radical               | Tim Greaves Stuart Moseley Robin Liddell               | AER P07 2.0L Turbo I4               | D      | 16   |
| 54 DNF | GT1    | 53  | JLOC Isao Noritake                       | Koji Yamanishi Atsushi Yogo Marco Apicella             | Lamborghini Murciélago R-GT         | Y      | 1    |
| 54 DNF | GT1    | 53  | JLOC Isao Noritake                       | Koji Yamanishi Atsushi Yogo Marco Apicella             | Lamborghini L535 6.0L V12           | Y      | 1    |
| DNQ    | LMP1   | 10  | Arena Motorsports International          | Stefan Johansson Hayanari Shimoda                      | Zytek 07S                           | M      | -    |
| DNQ    | LMP1   | 10  | Arena Motorsports International          | Stefan Johansson Hayanari Shimoda                      | Zytek 2ZG408 4.0L V8                | M      | -    |

#### Statistiche
- Giro più veloce - Audi Sport North America #2- 3:27.176
- Distanza - 5.029,101 km
- Velocità media di gara - 209,152  km/h
- Velocità massima - Audi R10 TDI - 339 km/h, Peugeot 908 HDi - 339 km/h